# Primož Trubar
Primož Trubar (Rašica, Slovenija, 9. lipnja 1508. – Deredingen, Njemačka, 28. lipnja 1586.) je bio slovenski protestantski reformator, pisac i prevoditelj. 
Smatra se ocem slovenske književnosti u autorom prve tiskane knjige na slovenskom jeziku –  Catechismus i Abecedarium, tiskanih u Tübingenu 1550. godine. Autor je više od 25 knjiga od kojih je najvažniji prijevod Novog zavjeta (1582.).
Od 1520. do 1521. bio je učenik škole u Rijeci, a dalje je školovanje nastavio u Salzburgu. Kasnije je otišao u Trst gdje je bio pod tutorstvom biskupa Pietra Buonuoma. Tamo se povezao s humanistima od koji je jedan bio i Erazmo Roterdamski. 1528. upisao je studij na Bečkom sveučilištu, ali ga nije završio. 1530. vratio se u Sloveniju i postao svećenik. Za vrijeme protureformacije, 1547. godine, bježi u Njemačku koja je bila tolerantnija prema protestantizmu. Umro je u Deredingenu, a pokopan u Tübingenu u današnjoj Njemačkoj 1586. godine.

## Djela
- Katehismus. Edna malahna kniga ... : Catechismus, mit Außlegung, in der Syruischen Sprach, 1561, doi:10.3931/e-rara-79803 (Digitalizirano dalje E-rara).
- Artikuli ili deli prave stare krstjanske vere. Confessio oder bekanntnuß des glaubens. Tübingen 1562, doi:10.3931/e-rara-79378 (Digitalizirano dalje E-rara).
- Postila to est, kratko istlmačenǵe vsih' nedelskih' evanéliov', i poglaviteih' prazdnikov, skrozi vse leto, sada naiprvo cirulickimi slovi štampana : Kurtze auszlegung über die Sontags vnd der fürnembsten Fest Euangelia durch das gantz jar jetzt erstlich in crobatischer sprach mit Cirulischen bůchstaben getruckt. Tübingen 1562, doi:10.3931/e-rara-79379 (Digitalizirano dalje E-rara)